# Psammoecus blandus
Psammoecus blandus es una especie de coleóptero de la familia Silvanidae.

## Distribución geográfica
Habita en Java.